# تپه شهر سوخته ۳۵۵
تپه شهر سوخته ۳۵۵ مربوط به هزاره سوم قبل از میلاد است و در شهرستان زابل، بخش شیب آب، دهستان لوتک، روستای حومه شهر سوخته، ۱۷ کیلومتری جنوب پایگاه باستان‌شناسی واقع شده و این اثر در تاریخ ۲۸ شهریور ۱۳۸۶ با شمارهٔ ثبت ۱۹۶۶۰ به‌عنوان یکی از آثار ملی ایران به ثبت رسیده است.